# Yagnelis Mestre
Yagnelis Mestre (La Habana, 24 de octubre de 1983) es una deportista cubana que compitió en judo. Ganó una medalla de bronce en los Juegos Panamericanos de 2007, y una medalla de bronce en el Campeonato Panamericano de Judo de 2007.

## Palmarés internacional
| Juegos Panamericanos    | Juegos Panamericanos    | Juegos Panamericanos | Juegos Panamericanos |
| Año                     | Lugar                   | Medalla              | Categoría            |
| ----------------------- | ----------------------- | -------------------- | -------------------- |
| 2007                    | Río de Janeiro (Brasil) | Medalla de bronce    | –57 kg               |
| Campeonato Panamericano |                         |                      |                      |
| Año                     | Lugar                   | Medalla              | Categoría            |
| 2007                    | Montreal (Canadá)       | Medalla de bronce    | –57 kg               |